# 拘束型心筋症
拘束型心筋症（こうそくがたしんきんしょう、英語: Restrictive cardiomyopathy, RCM）は、心筋症のひとつ。心室において、拘束性の拡張障害と拡張期容量の減少を認めるが、心室壁の厚さと収縮能は保たれている。

## 疫学
1998年の調査では、日本全国で300例の報告があるのみであり、頻度が低く稀な疾患である。日本では、厚生労働省が実施する難治性疾患克服研究事業において特定疾患として指定されている。長い経過を示し、長年にわたって重症心不全が続く例が多い。

## 特徴
本症の病態の本態は、左心室のコンプライアンス(柔軟性)低下による左心室の拡張期圧の上昇と、これによる左心房・右心系圧の上昇にある。肉眼所見としては、上述の通り心室の肥大や拡大は認められないか弱いが、容量負荷により、心房は拡大を認める。光顯所見としては、特異的な病理所見はないが、上記のような病態を反映して、心内膜の肥厚、結合組織の増殖、心筋細胞の肥大・錯綜配列などが認められる。

## 鑑別
臨床所見としては心不全、動悸、胸痛、塞栓などが認められる。これらの臨床所見を認める症例において、心臓超音波検査上で
- 左心室壁の肥厚を認めない
- 心膜の肥厚を認めない
- （重症の）弁膜症を認めない
- 顕著な心房の拡大を認める

の4点を確認することが診断上重要である。RCMは稀な疾患である上に、臨床所見上、他の心筋症や心膜炎と類似する点も多いことから、心内膜心筋生検で組織像を確認することも、鑑別診断上重要である。

## 治療
現在のところ、本症に対する根治療法は存在せず、利尿薬を中心として、塞栓症状がある場合は抗血小板・抗凝固療法を併用する対症療法が基本となる。近年では、心筋のコンプライアンス低下と細胞内カルシウム濃度低下の関連を仮定して、カルシウム拮抗剤の使用を提唱する仮説もあるが、十分に受け入れられているとは言い難い。
また、左心室が小さいために左心補助型の補助人工心臓(LVASあるいはLVAD)を装着することができない。特に小児での予後は極めて不良であり、診断と同時に心臓移植を考慮される。一方で、小児の臓器提供者の少なさから実質的に医学的緊急度 Status 1の待機者しか国内では心臓移植を受けられない。従って、小児の拘束型心筋症の治療には、海外で移植を受けるしかないのが現状である。